# Valle de Dedham
Valle de Dedham (The Vale of Dedham) es un cuadro del pintor romántico británico John Constable, datado en 1802. Se trata de un óleo que se conserva actualmente en el Museo de Victoria y Alberto de Londres, Reino Unido.
El valle de Dedham está oficialmente considerado un Área de Destacada Belleza Natural. Se encuentra en el límite entre Essex y Suffolk, en el este de Inglaterra. Comprende la zona alrededor del río Stour entre Manningtree y Bures, incluyendo el pueblo de Dedham en Essex. Esta zona es conocida desde los tiempos en que John Constable aún vivía como Constable Country (El país de Constable), pues se hizo famoso por las obras de este pintor.
Entre los distintos trabajos de John Constable que representan el Valle de Dedham, se encuentra este cuadro de 1802, conservado en el Museo Victoria y Alberto de Londres.